# Cá hồi trắng Omul
Cá hồi trắng Omul hay cá hồi trắng Baikal (danh pháp hai phần: Coregonus migratorius), là một loài cá hồi trắng, chỉ có tại khu vực hồ Baikal ở Siberi, Nga cũng như một số khu vực phụ cận như Kitschera, Angara, Tschiwyrkui, Bargusin và Selenga.

## Phân loại
Theo truyền thống loài cá này được coi là một phân loài của cá hồi trắng Bắc cực (Coregonus autumnalis). Tuy nhiên, các nghiên cứu di truyền gần đây đã chỉ ra rằng nó thực sự thuộc về tổ hợp Coregonus lavaretus-clupeaformis vòng quanh Bắc cực, chứa các loài cá hồi trắng hồ, với các thành viên khác cũng có trong hồ Baikal, và hiện nay nó được coi là loài riêng biệt trong phạm vi chi Coregonus. Bốn hay năm quần thể theo được truyền thống được công nhận của cá hồi trắng Omul trong hồ Baikal là: Bắc Baikal (северобайкальский), Selenga (селенгинский), Chivyrkui (чивыркуйский) và Posolsk (посольский). Các quần thể này khác nhau ở kích thước, tập tính kiếm ăn và các môi trường đẻ trứng ưa thích của chúng.

## Đặc điểm và tập tính
Cá hồi trắng Omul là loài cá thân hình mảnh dẻ, sống gần mặt nước với hai phần hông màu trắng bạc và phần lưng sẫm màu hơn. Nó có các đốm nhỏ trên vây lưng và các đốm lớn trên đầu, miệng và một lượng lớn các tấm lược mang, điển hình của cá kiếm ăn tại tầng nước mặt. Kích thước trung bình của cá trưởng thành là 36–38 cm và 0,6-0,8 kg, mặc dù có cá thể lớn tới 56 cm và cân nặng khoảng 2,5 kg. Quần thể Bắc Baikal nói chung có kích thước nhỏ hơn cả.
Cá hồi trắng Omul chủ yếu ăn các loại sinh vật phù du, cá nhỏ và đôi khi cả các loài sinh vật nhỏ khác sống ở tầng đáy. Nó chủ yếu kiếm ăn ở tầng nước mặt của hồ Baikal, tới độ sâu 345–450 m. Nó là loài cá sống tương đối lâu, sinh đẻ nhiều lần, đạt độ thuần thục sinh dục ở độ tuổi 5-15 năm. Cá hồi trắng Omul chỉ bơi vào các sông đổ vào hồ Baikal để đẻ trứng, thực hiện những cuộc di cư ngắn để đẻ trứng thường là vào giữa tháng 10, đẻ khoảng 8.000-30.000 trứng trước khi bơi trở lại hồ.

## Sử dụng

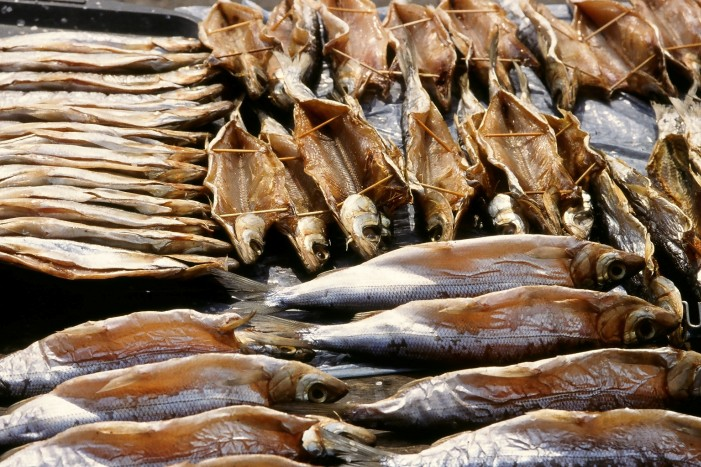
Cá hồi trắng Omul bán tại chợ Listvyanka

Nó là nguồn cung cấp cá thực phẩm quan trọng cho khu vực Baikal và đặc biệt là cho dân cư nông thôn, thông thường nó là thực phẩm cơ bản của họ. Trứng cá hồi trắng Omul cũng được coi là một loại đặc sản.
Ngoài việc tiêu thụ trên thị trường địa phương, việc buôn bán cá này cũng được diễn ra khá đáng kể ở khu vực miền tây nước Nga, mặc dù gặp một số khó khăn do khoảng cách lớn và sự hẻo lánh của khu vực này. Ăn cá hồi trắng Omul hun khói là một trong những điểm nhấn nổi bật đối với nhiều du khách đi trên đường sắt xuyên Siberi.

## Hình ảnh

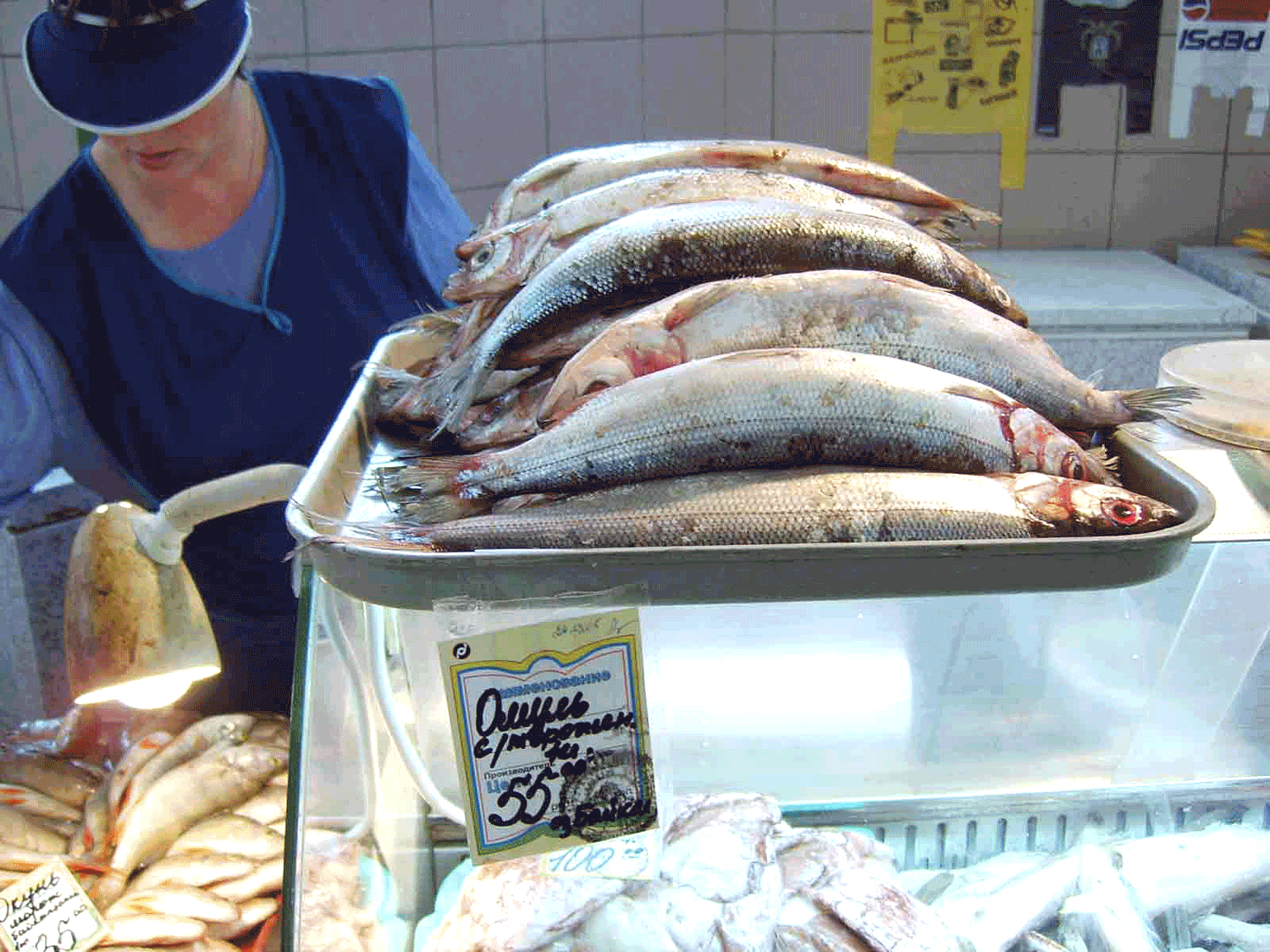
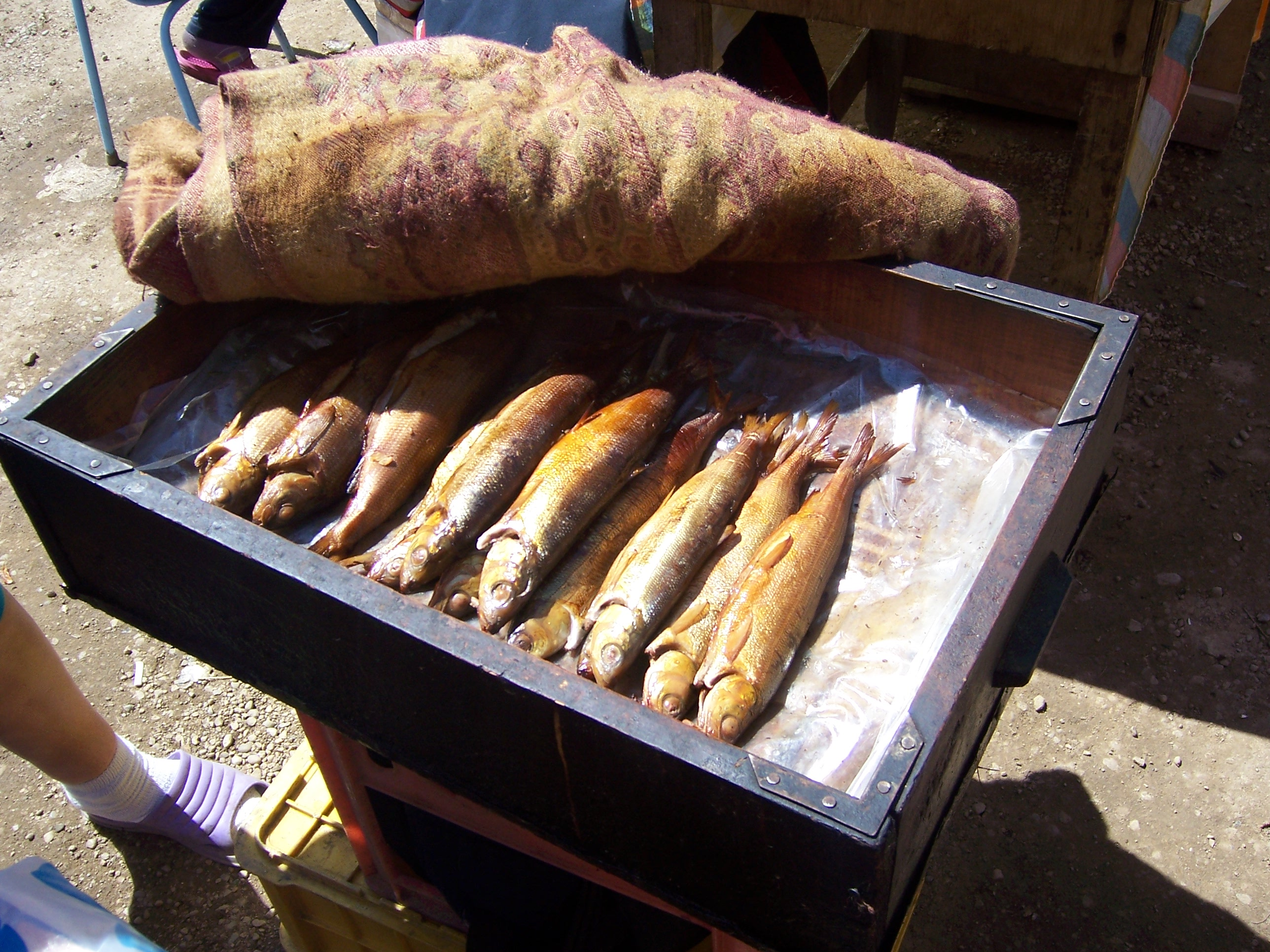
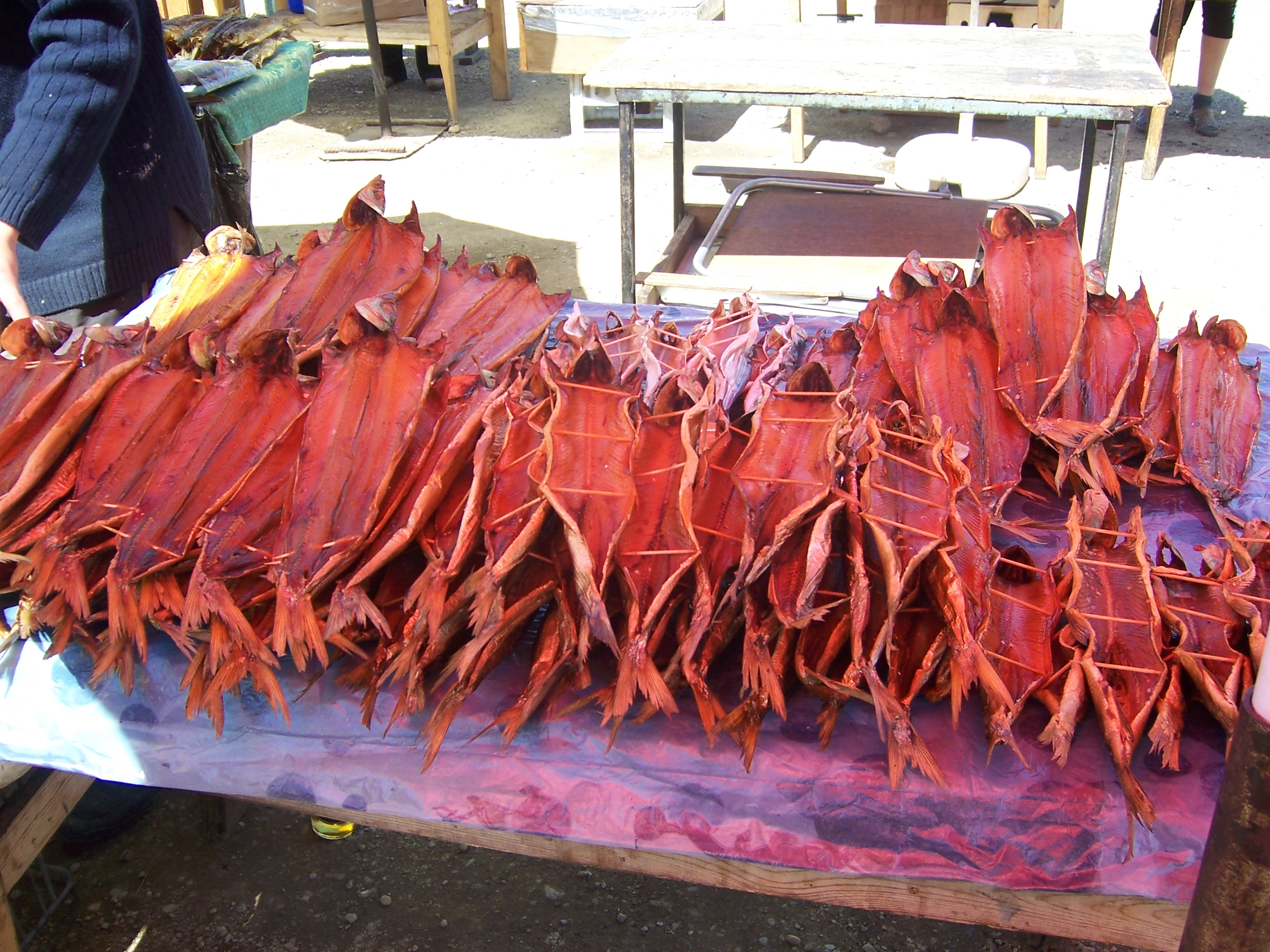
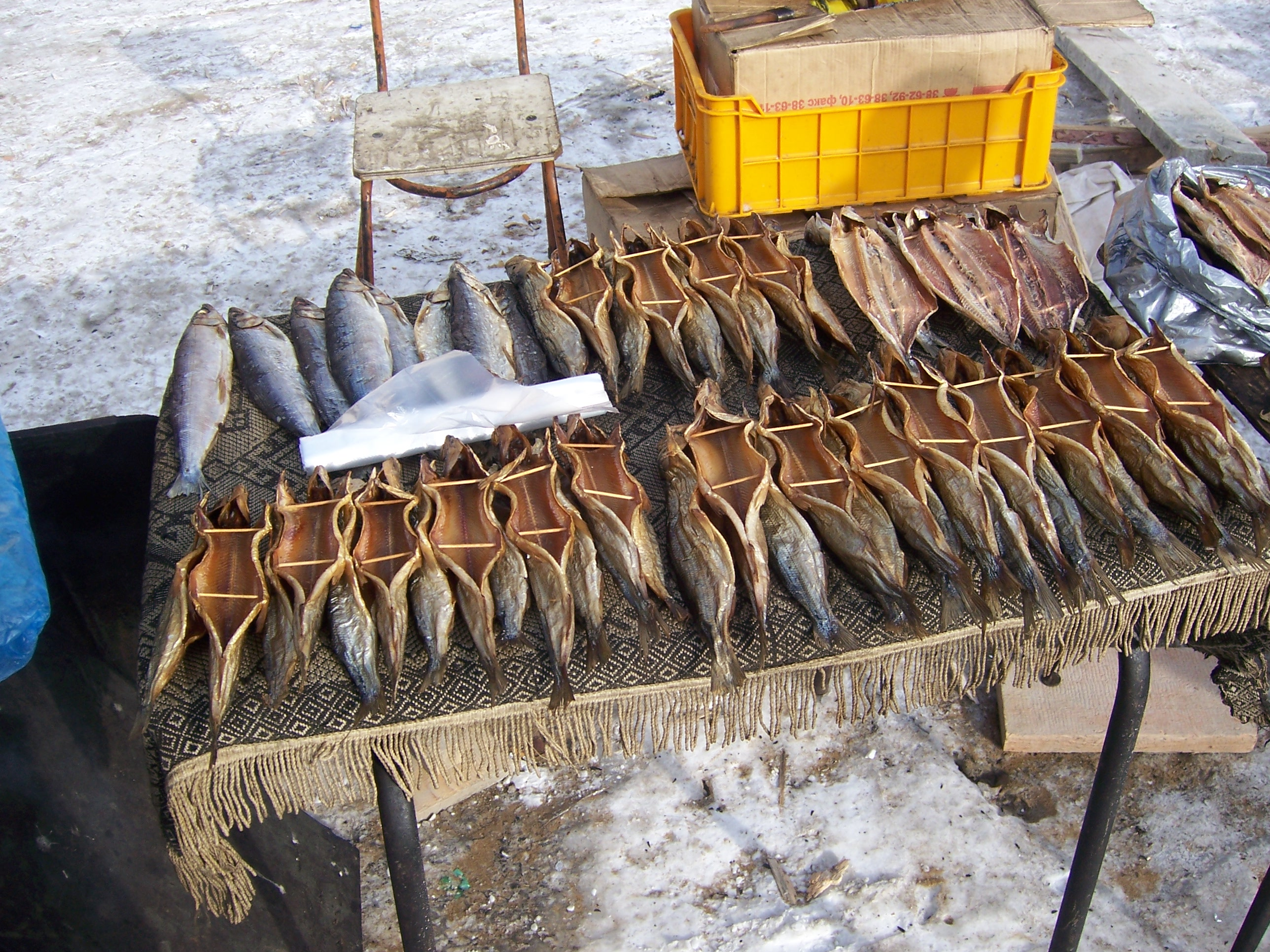
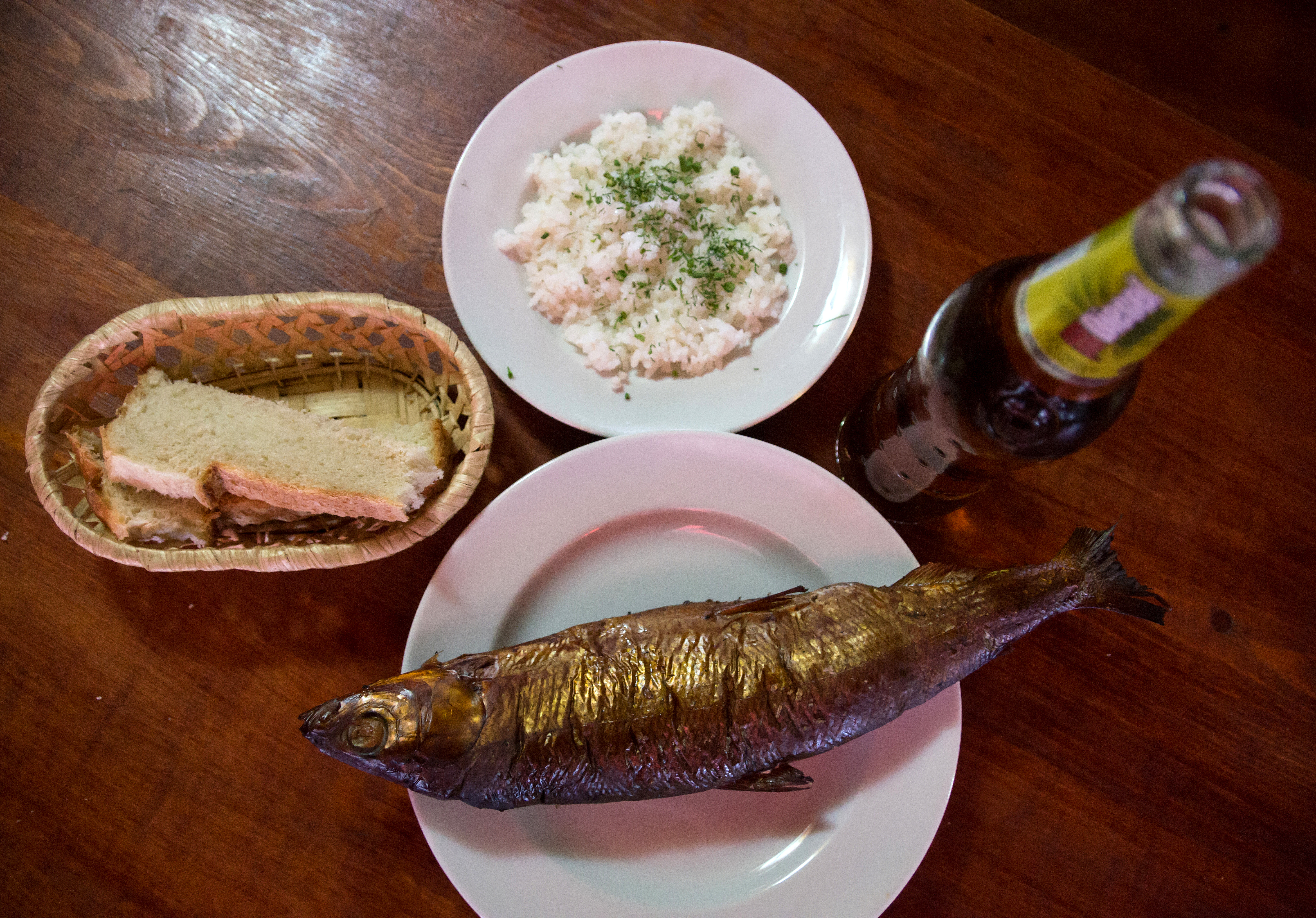